# 前田彩里 (アイドル)
前田 彩里（まえだ いろり、1997年5月7日 - ）は、日本のアイドル。ハロプロエッグ、ティーンズ☆ヘブンの元メンバー。兵庫県出身。

## 略歴
2004年
- 創叡、STSダンススタジオ在学中にハロプロ エッグ オーディション2004を受け、応募者10,570名の内、32名に合格し、ハロー!プロジェクトの研修生集団「ハロプロエッグ1期生」の一員となる。以降、地元の兵庫から東京へと通いながらレッスンを積む。

2006年
- 8月25日、兵庫・須磨パティオで行われたハロプロやねん!の公開録音（出演者は℃-ute）のオープニングアクトとして、ハロプロ関西（SI☆NA）のメンバーと共に参加。これがお披露目となる。自己紹介では「ハロプロエッグの前田彩里です。」と言っていた。

2007年
- 12月31日、第58回NHK紅白歌合戦にモーニング娘。・Berryz工房・℃-uteのバックダンサーとして出演。

2009年
- 8月26日、新生しゅごキャラエッグ!のメンバーにアミュレットクローバーとして起用される。[1]。

2010年
- 6月、事務所から新ハロプロエッグ選抜が発表されハロプロエッグを卒業することが決まる。
- 11月、ハロプロエッグ卒業。

2011年
- 8月30日、AKBN加入。

2012年
- 5月6日、AKBN引退。
- 6月17日、渋谷DESEOで開催された「色彩RECORDS Free LIVE!!」にソロで出演。

2014年
- 1月12日、ソロ活動と並行し、アイドルユニット「ティーンズ☆ヘブン」に参加。[2]。
- 3月5日、1stシングル「やくそく / きみ時々ハート」を発売。

2015年
- 1月14日、2ndシングル「Twinkle Star Light / 秘密」を発売。
- 12月23日、ティーンズ☆ヘブンを卒業し、ソロ活動に専念。

2016年
- 8月24日、1stミニアルバム「ありがとう」を発売。

2017年
- 5月20日、1stワンマンライブ〜彩（いろどり）〜を渋谷TAKE OFF7で開催。
- 6月、ライブDVD「1stワンマンライブ〜彩（いろどり）〜」を発売。

2018年
- 11月1日、3rdシングル「てっぺん / ドラマティック 1･2･3♪」を発売。

## 人物
- 元ハロプロエッグメンバー。しゅごキャラエッグ!やともいき・木を植えたいの各ユニットで活動していた。
- ハロプロエッグ所属時の公式ニックネームは「いろりん」。
- 好きな色：黄緑色
- 好きな食べ物：りんご、やきいも
- 得意な教科：体育
- 宝物：家族
- 身長：152cm。
- 交友関係：ハロプロエッグ時代の同期で、元アンジュルム（スマイレージ）の和田彩花、福田花音、小川紗季らと親交が深かった。

## 作品

### シングル
|     | 発売日        | タイトル                         | 規格品番   |
| --- | ------------- | -------------------------------- | ---------- |
| 1st | 2014年3月5日  | やくそく / きみ時々ハート        | ARIES-0007 |
| 2nd | 2015年1月14日 | Twinkle Star Light / 秘密        | ARIES-0012 |
| 3rd | 2018年11月1日 | てっぺん / ドラマティック 1･2･3♪ |            |

### アルバム
|      | 発売日        | タイトル   | 規格品番 |
| ---- | ------------- | ---------- | -------- |
| ミニ | 2016年8月24日 | ありがとう | BB-0003  |

### DVD
|     | 発売日    | タイトル                            | 規格品番       |
| --- | --------- | ----------------------------------- | -------------- |
| 1st | 2017年6月 | 1stワンマンライブ〜彩（いろどり）〜 | 会場または通販 |

## 出演

### テレビ番組
- 第58回NHK紅白歌合戦（2007年12月31日） - モーニング娘。・Berryz工房・℃-uteのバックダンサーとして出演。
- しゅごキャラパーティー!（2009年10月 - 2010年3月）

### コンサート
- 第一回 ハロー!プロジェクト新人公演 〜さるの刻〜／〜とりの刻〜（2007年5月13日、渋谷C.C.Lemonホール）
- 2007 ハロー!プロジェクト新人公演8月 〜横浜で会いましょう〜（2007年8月26日、横浜BLITZ）
- 2007 ハロー!プロジェクト新人公演11月 〜品川で会いましょう〜（2007年11月23日、品川ステラボール）
- Hello! Project 2008 Winter 〜ワンダフルハーツ 年中夢求〜（2008年1月、中野サンプラザ）
- 2008 ハロー!プロジェクト新人公演3月 〜キラメキの横浜 〜（2008年3月29日、横浜BLITZ）
- 2008 ハロー!プロジェクト新人公演6月 〜赤坂HOP!〜（2008年6月22日、赤坂BLITZ）
- HAPPY! STYLE Communication Circuit 003（2008年9月7日、表参道FAB）
- 2008 ハロー!プロジェクト新人公演9月 〜芝公園STEP!〜（2008年9月23日、メルパルクホール）
- HAPPY!STYLE Communication Circuit 004（2008年10月13日、渋谷O-WEST）
- 2008 ハロー!プロジェクト新人公演11月 〜横浜JUMP!〜（2008年11月24日、横浜BLITZ）
- 2009 ハロー!プロジェクト新人公演4月 〜横浜HOP!〜（2009年4月4日、横浜BLITZ）
- 2009 ハロー!プロジェクト新人公演6月 〜中野STEP!〜（2009年6月7日、中野サンプラザ）
- ハロプロエッグ デリバリーステーション in 夏 Sacas'09（2009年8月21日、赤坂サカス）
- 2009 ハロー!プロジェクト新人公演9月 〜横浜JUMP!〜（2009年9月23日、横浜BLITZ）
- 2009 ハロー!プロジェクト新人公演11月 〜横浜FIRE!〜（2009年11月23日、横浜BLITZ）
- 2010 ハロー!プロジェクト新人公演3月 〜横浜GOLD!〜（2010年3月27日、横浜BLITZ）
- 2010 ハロー!プロジェクト新人公演6月 〜横浜HOP!〜（2010年6月5日、横浜BLITZ）
- 2010 ハロー!プロジェクト新人公演9月 〜横浜STEP!〜（2010年9月5日、横浜BLITZ）
- 2010 ハロー!プロジェクト新人公演11月 〜横浜JUMP!〜（2010年11月28日、横浜BLITZ）